# ماتیاس برونس
ماتیاس برونس (انگلیسی: Matthias Bruns؛ زادهٔ ۱۹ اوت ۱۹۵۷) بازیکن فوتبال اهل آلمان است.
از باشگاه‌هایی که در آن بازی کرده‌است می‌توان به باشگاه فوتبال آینتراخت برانشوایگ اشاره کرد.